# Shahrbarz
Shahrbarz, död 630, var en persisk kung av den sassanidiska ätten. Han regerade mellan april och juni år 630. 
Shahrbarz var en general i persiska armén under Khosrau II. Han erövrade Damaskus och Jerusalem från Bysantinska riket 613 och 614, och det heliga korset bars bort i triumf. Men under Herakleios kampanjer i Persien under 620-talet steg ömsesidig misstänksamhet mellan Khosrau II och Shahrbaraz. 
Bysantinska agenter visade Shahrbaraz skrivelsen som angav att Khosrau II planerade att avrätta generalen. Detta höll en av huvudarméerna och deras general neutrala vid en avgörande tidpunkt, något som accelererade i slutet av kriget och säkrade den bysantinska segern. Efter kapitulationen var Shahrbaraz mycket engagerad i intriger av det som var kvar av sasanidiska hovet. 
27 april 630 dödade han Ardashir III och blev härskare över Sassaniska imperiet. Han slöt fred med Herakleios och återlämnade korset. 
Shahrbaraz dödades 9 juni 630.